# Charlie Brumbly
Charlie Brumbly (Rock Falls, ...) è un attore statunitense.
Ha interpretato il ruolo di Zack McEwan nella decima stagione della serie televisiva Baywatch (Baywatch Hawaii).